# 粮食酒

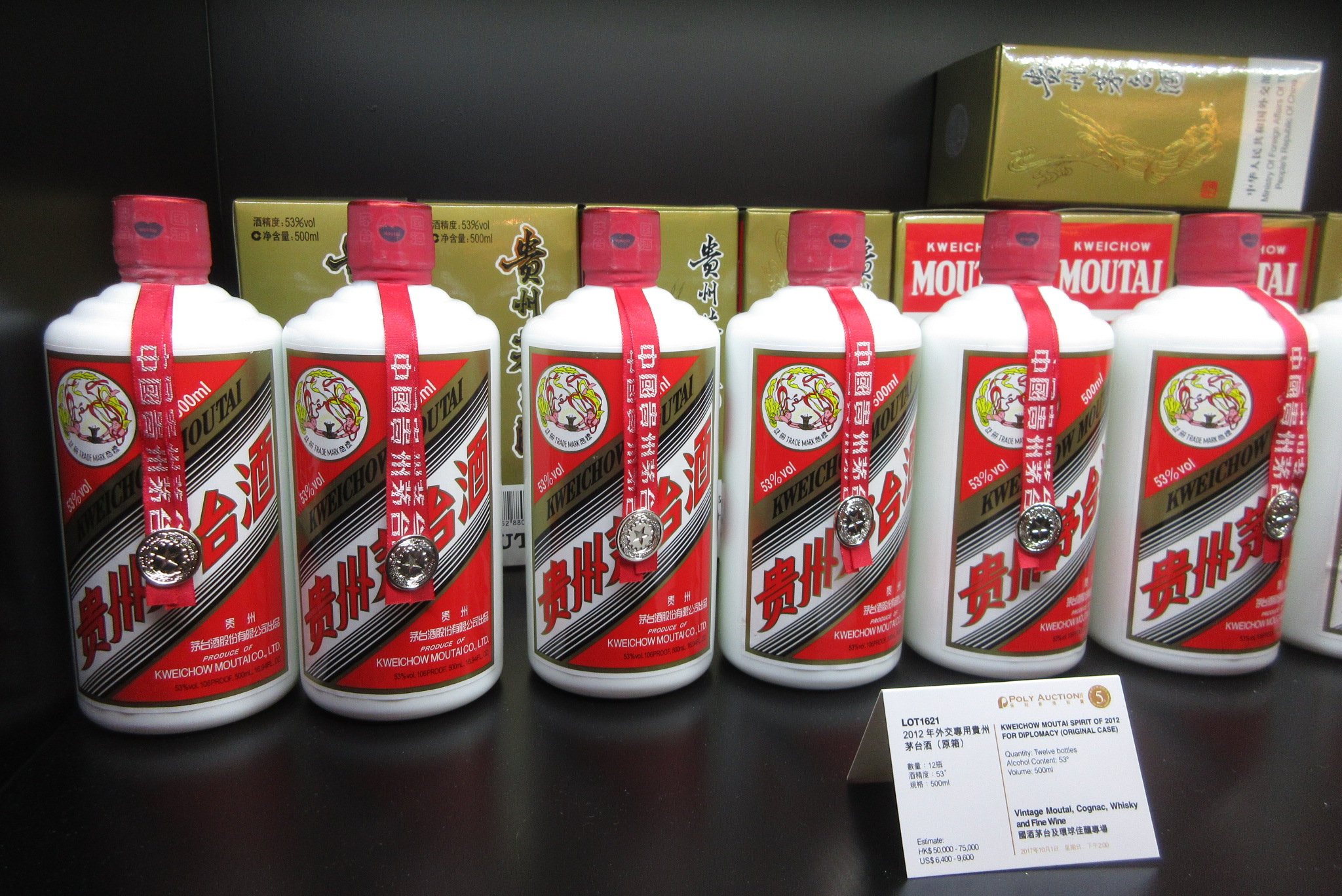
用高粱、小麦和水为原料制成的贵州茅台酒

粮食酒是用粮食酿造的酒，用粮食造酒要比用其他原料复杂，因为酿造果酒利用葡萄糖，一般微生物就可以发酵，酿造啤酒、威士忌等利用大麦种子自己产生的酶将淀粉转化成麦芽糖后发酵。而直接利用粮食，首先要把澱粉转化成糖，这不是一般微生物可以作到的，需要霉菌介入，但一般霉菌在分解淀粉的同时会产生有害人体的毒性物质，必须筛选、驯化霉菌，就是製麯。
酿造粮食酒的方法首先是中国人发明的，中国古代不出产大批、易储存的水果，最好的水果只有桃和梨，不能浪费在酒上。利用粮食酿酒根据传说最早是禹的妻子仪狄发明的，为了宣扬禹的“明君”形象，历史书说禹“饮而甘之”，然后说以后这种东西必将导致亡国，“遂远仪狄”。
粮食酒常用的原料是糯米和黍。江南的香糯米和卫辉路辉州（今河南辉县）出产的苏门糯米，都是酿酒的好材料。粮食酒原来都是放在罈中边酿造边贮存，喝时开罈，筛除酵母渣滓。所以古代喝酒也叫“筛酒”，直到清朝后期才有蒸馏酒出现（一說元朝時即已出現），改为以小盅喝烈酒，一般为65度，最高达67度。最近幾十年才出现30—40度的低度蒸馏酒。
用粮食酿酒的方法后来逐渐传入中国的邻国，朝鲜、日本、越南用大米酿酒，俄罗斯用小麦、马铃薯酿造伏特加，直到目前世界上也只有这些国家可以用粮食直接酿酒。各种粮食酒都带有粮食品种特有的味道，如大米酒就有一些米糠味，经过几千年的摸索，中国人发现只有高粱酿造的酒没有任何干扰味道，因此中国的著名白酒几乎都主要是用高粱酿造的。